# BattleGoat Studios
BattleGoat Studios — это канадская компания-разработчик, основанная в 2000 году. Компания была основана в первую очередь для создания компьютерной игры под названием Supreme Ruler 2010, которая является обновлённой версией игры, разработанной Джорджем Гецзи в 1982 году. Изначально это была текстовая стратегия, выпущенная для компьютера TRS-80 .
Supreme Ruler 2010 была выпущена в мае 2005 года, получив широкое распространение и награды, включая звание  Лучшая компьютерная игра  на Canadian Awards for the Electronic & Animated Arts  в 2006 году.
В октябре 2006 года BattleGoat Studios сообщает о том, что ведётся работа над сиквелом Supreme Ruler 2010. Supreme Ruler 2020 была выпущена в июне 2008 года издательством Paradox Interactive. Дополнение, названное Supreme Ruler 2020: Global Crisis было анонсировано в октябре 2008 года, а в декабре того же года состоялся релиз. Gold Edition, выпущенный в сентябре 2009, включает в себя оба продукта.
19 августа 2010 года BattleGoat и Paradox Interactive анонсируют продолжение серии игр Supreme Ruler, названное Supreme Ruler: Cold War. Эта игра стала первым историческим проектом студии, базирующемся на периоде Холодной Войны с поздних 40-х до начала 90-х.
BattleGoat Studios была основана в 2000 году Дэвидом Томпсоном и Джорджем Гецзи с целью  разрабатывать продуманные стратегические игры . Проектная группа заявила, что  твёрдо верит, что любители компьютерных стратегий хотят более сложных игр, в которые также весело играть. Таким образом, в серии игр Supreme Ruler детально изучены и проработаны не только аспекты военных стратегических игр, но и геополитическая стратегия.
В команде BattleGoat Studios имеются дизайнеры Кристиан Латур и Дэксон Флинн, а также графический художник Стефан Корр.

## Разработанные игры
| Год  | Название                    | Платформа | Платформа | Платформа | Платформа | Платформа | Платформа | Платформа | Платформа | Платформа |
| Год  | Название                    | And       | iOS       | Mac       | PS3       | PS4       | Wii U     | Win       | X360      | XONE      |
| ---- | --------------------------- | --------- | --------- | --------- | --------- | --------- | --------- | --------- | --------- | --------- |
| 2005 | Supreme Ruler 2010          | Нет       | Нет       | Нет       | Нет       | Нет       | Нет       | Да        | Нет       | Нет       |
| 2008 | Supreme Ruler 2020          | Нет       | Нет       | Нет       | Нет       | Нет       | Нет       | Да        | Нет       | Нет       |
| 2011 | Supreme Ruler: Cold War     | Нет       | Нет       | Да        | Нет       | Нет       | Нет       | Да        | Нет       | Нет       |
| 2014 | Supreme Ruler 1936          | Нет       | Нет       | Нет       | Нет       | Нет       | Нет       | Да        | Нет       | Нет       |
| 2014 | Supreme Ruler Ultimate      | Нет       | Нет       | Да        | Нет       | Нет       | Нет       | Да        | Нет       | Нет       |
| 2017 | Supreme Ruler The Great War | Нет       | Нет       | Да        | Нет       | Нет       | Нет       | Да        | Нет       | Нет       |
| 2020 | Galactic Ruler              | Нет       | Нет       | Да        | Нет       | Нет       | Нет       | Да        | Нет       | Нет       |
| 2023 | Supreme Ruler 2030          | Нет       | Нет       | Да        | Нет       | Нет       | Нет       | Да        | Нет       | Нет       |